# Pristomerus mexicanus
Pristomerus mexicanus là một loài tò vò trong họ Ichneumonidae.